# Любитель женщин
«Любитель женщин» (яп. 好色一代男, Ко:сёку итидай отоко; англ. A Lustful Man / All for Love) — фильм-драма, поставленный режиссёром Ясудзо Масумурой, и вышедший на экраны в 1961 году. Кинолента является вольной экранизацией повести Сайкаку Ихары. 

## Сюжет
Ёноскэ — сын богатого торговца из Киото, единственная мысль которого — как увеличить своё и без того большое состояние. Но сын тайно прибирает к рукам деньги отца, чтобы тратить их на женщин.
Ёноскэ считает женщин возвышенными и верит, что всех их следует любить и ласкать.
После возвращения из Эдо он отправляется в веселые кварталы и мгновенно влюбляется в Югири, самую красивую куртизанку в Киото. Когда он предлагает ей все свое состояние, она выражает ему своё презрение, но постепенно попадает под его чары.
До сёгуната доходят слухи о расточительных тратах Ёноскэ, и власти считают преступлением, когда простой торговец тратит так много денег. Офицеры отправляются арестовать его, но он сбегает со своей последней любовью  Югири. Однако девушку убивают копьем, когда они прячутся в стоге соломы.
Опечаленный смертью Югири и разочарованный властным отношением самураев и правительственных чиновников, Ёноскэ строит корабль и отправляется с друзьями на поиски свободы и новых прекрасных женщин.

## В ролях
- Райдзо Итикава — Ёноскэ
- Аяко Вакао — Югири
- Тамао Накамура — Омати
- Эйдзи Фунакоси — Риса
- Ёсиэ Мидзутани — Ёсино
- Миэко Кондо — Такао
- Ёко Урадзи — Оэн
- Митико Ай — Осуги
- Гандзиро Накамура — Юмэскэ
- Рэйко Фудзивара — Окадзи
- Итиро Сугаи — Касугая
- Сабуро Датэ

## Премьеры
- — 21 марта 1961 года состоялась национальная премьера фильма в Токио[1]